# Aplocera sardalta
Aplocera sardalta är en fjärilsart som beskrevs av Bytinsky-salz 1934. Aplocera sardalta ingår i släktet Aplocera och familjen mätare. Inga underarter finns listade i Catalogue of Life.